# CROSS and CRIME
『CROSS and CRIME』（クロス アンド クライム）は、葉月京による日本の漫画。『ヤングチャンピオン』（秋田書店）にて2009年No.12から2014年No.4まで連載。自身がかつて、百済内創名義で描いた『SEX CRIME』のセルフリメイクである。

## あらすじ
戸叶優香は、「ZERO SUM GAME」の曲を聴き魅了される。優香の彼氏・矢崎典一は、「ZERO SUM GAME」ヴォーカル・佐伯敬人（ケイト）とは高校時代の先輩・後輩の関係で、この縁で取材を行う。その際に「ZERO SUM GAME」のファンになった優香を同席させるが、矢崎に密かな想いを寄せるケイトは優香に対し嫉妬する。次第にその嫉妬は激しさを増し、優香と矢崎の関係に強く影響していくことになる。

## 登場人物
戸叶 優香
本作品の主人公。20歳。関東女子大学文学部心理学科2回生。
典一と恋人関係にあり、遠距離恋愛中。
超人気バンド「ZERO SUM GAME」のヴォーカル・ケイトの歌声に魅了されファンになるが、彼の嫉妬心から陥れられ、「ZERO SUM GAME」のメンバーに輪姦されてしまう。
その後、敬人の策略と脅迫により、彼自身とも無理やり肉体関係を継続させられてしまう。
佐伯 敬人 / ケイト
22歳。新曲が初登場一位になるほどの超人気バンド「ZERO SUM GAME」のヴォーカル担当。
典一は高校時代の先輩で、当時のバンドメンバーという関係。
実は密かに同性の矢崎のことを想っており、彼の恋人である優香に嫉妬心を抱く。
矢崎 典一
24歳。日読新聞社静岡支局勤務の新聞記者。
優香とは1年間の恋愛関係にあるが、静岡県での勤務のため遠距離恋愛中。
ケイトは高校時代の後輩で、当時のバンドメンバーという関係。ケイトの想いには気付いていない。

## 単行本
- 葉月京 『CROSS and CRIME』 秋田書店〈ヤングチャンピオンコミックス〉、全12巻
  1. 第1巻 2009年11月20日発売 ISBN 978-4-253-15027-9
  2. 第2巻 2010年3月19日発売 ISBN 978-4-253-15028-6
  3. 第3巻 2010年8月20日発売 ISBN 978-4-253-15029-3
  4. 第4巻 2011年1月20日発売 ISBN 978-4-253-15030-9
  5. 第5巻 2011年6月20日発売 ISBN 978-4-253-15031-6
  6. 第6巻 2011年11月18日発売 ISBN 978-4-253-15032-3
  7. 第7巻 2012年4月20日発売 ISBN 978-4-253-15033-0
  8. 第8巻 2012年8月20日発売 ISBN 978-4-253-15034-7
  9. 第9巻 2013年2月20日発売 ISBN 978-4-253-15035-4
  10. 第10巻 2013年6月20日発売 ISBN 978-4-253-15036-1
  11. 第11巻 2013年10月18日発売 ISBN 978-4-253-15037-8
  12. 第12巻 2014年2月20日発売 ISBN 978-4-253-15038-5